# 福岡県道243号節丸新田原停車場線
福岡県道243号節丸新田原停車場線（ふくおかけんどう243ごう せつまるしんでんばるていしゃじょうせん）は、福岡県京都郡みやこ町から行橋市に至る一般県道である。

## 概要
京都郡みやこ町光冨から行橋市大字道場寺に至る。
京都郡みやこ町豊津地区 - 行橋市を南北に結ぶ道路であるが、道幅が片側1車線の区間はあまりなく、道幅は狭い区間が多い。

### 路線データ
- 起点：福岡県京都郡みやこ町光冨（福岡県道240号下深野犀川線交点）
- 終点：福岡県行橋市大字道場寺（JR九州日豊本線 新田原駅前、福岡県道244号稲童新田原停車場線終点）

## 路線状況

### 重複区間
- 国道10号（行橋市大字高瀬・高瀬交差点 - 行橋市大字道場寺・新田原駅前交差点）
- 福岡県道244号稲童新田原停車場線（行橋市大字道場寺・新田原駅前交差点 - 行橋市大字道場寺（終点））

## 地理

### 通過する自治体
- 京都郡みやこ町
- 行橋市

### 交差する道路
| 交差する道路                                                       | 市町村名 | 市町村名 | 交差する場所   | 交差する場所     |
| ------------------------------------------------------------------ | -------- | -------- | -------------- | ---------------- |
| 福岡県道240号下深野犀川線                                          | 京都郡   | みやこ町 | 光冨           | 起点             |
| 福岡県道238号豊津椎田線                                            | 京都郡   | みやこ町 | 綾野           |                  |
| 福岡県道58号椎田勝山線 / 現道                                      | 京都郡   | みやこ町 | 呰見（あざみ） |                  |
| 福岡県道58号椎田勝山線 / バイパス                                  | 京都郡   | みやこ町 | 徳永           | 地蔵田交差点     |
| 国道10号 重複区間起点                                              | 行橋市   | 行橋市   | 大字高瀬       | 高瀬交差点       |
| 国道10号 重複区間終点 福岡県道244号稲童新田原停車場線 重複区間起点 | 行橋市   | 行橋市   | 大字道場寺     | 新田原駅前交差点 |
| 福岡県道244号稲童新田原停車場線 重複区間終点                       | 行橋市   | 行橋市   | 大字道場寺     | 終点             |

### 交差する鉄道
- 日豊本線

### 沿線
- みやこ町立節丸小学校
- JR九州日豊本線 新田原駅